# Батианская белоглазка
Батианская белоглазка (лат. Zosterops atriceps) — вид воробьиных птиц из семейства белоглазковых (Zosteropidae). Выделяют 2 подвида.

## Распространение
Обитают на Молуккских островах. Живут в лесах, в том числе мангровых.

## Описание
Длина тела 12 см, вес 12 г. У представителей номинативного подвида чёрно-бурый лоб. Подхвостье лимонно-жёлтое. Верхняя сторона тела оливково-зелёная. Нижняя сторона беловатая, в центре брюшка окрас почти белый. Клюв чёрный, ноги серые. От японской белоглазки отличаются белым (а не жёлтым) горлом.

## Охранный статус
МСОП присвоил виду охранный статус «Вызывающие наименьшие опасения» (LC).